# Michel Hansenne
Michel Hansenne ( Rotheux-Rimière, 23 maart 1940) was een Belgisch  politicus en minister voor de christendemocratische PSC.

## Levensloop
Hansenne, van opleiding doctor in de rechten (1962) en licentiaat in de economische en financiële wetenschappen (1967) aan de Universiteit Luik, werkte van 1962 tot 1972 als onderzoeker voor het Nationaal Fonds voor Wetenschappelijk Onderzoek, verbonden aan het Instituut voor Sociologie van de Universiteit Luik. Hij was eveneens als docent verbonden aan het centrum voor sociale vorming van de stad Luik. 
Hij zette zijn eerste politieke stappen als attaché op het kabinet van PSC-minister van Wetenschapsbeleid Charles Hanin, een functie die hij uitoefende van 1973 tot 1974. Vervolgens was Hansenne van 1974 tot 1979 politiek secretaris van de PSC. In 1974 werd hij voor het eerst verkozen tot parlementslid, als lid van de Kamer van volksvertegenwoordigers voor het arrondissement Luik. Hij bleef volksvertegenwoordiger tot aan de verkiezingen van 1985 en werd toen voor hetzelfde arrondissement verkozen in de Senaat. Hij bleef rechtstreeks gekozen senator tot in 1989 en zetelde als gevolg van de toen bestaande dubbelmandaten eveneens in de Cultuurraad voor de Franse Cultuurgemeenschap (1974-1980), de voorlopige Waalse Gewestraad (1974-1977), de Waalse Gewestraad (1980-1989) en de Raad van de Franse Gemeenschap (1980-1989).
Vanaf 1979 werden hem ministeriële functies toevertrouwd. Van april 1979 tot december 1981 was hij in de federale regering minister van de Franse Gemeenschap en voorzitter van de  Executieve van de Franse Gemeenschap binnen die regering. In die periode opperde hij om de Franstalige politieke instellingen samen te brengen binnen een sterke Franse Gemeenschap. Vervolgens was hij van december 1981 tot mei 1988 federaal minister van Tewerkstelling en Arbeid. Hansenne kreeg hierbij talrijke dossiers op zijn bord, waarvan de bestrijding van de werkloosheid, met name bij jongeren, tot de voornaamste behoorde. Ten slotte was hij van mei 1988 tot maart 1989 minister van Openbaar Ambt in de regering-Martens VIII.
In maart 1989 nam Hansenne ontslag uit al zijn politieke functies nadat hij was voorgedragen als directeur-generaal van de Internationale Arbeidsorganisatie in Genève. Hij werd in 1993 gekozen voor een tweede termijn en bleef uiteindelijk in functie tot in maart 1999. Hansenne keerde toen terug naar de Belgische politiek om de Europese lijst van zijn partij aan te voeren. Hij werd verkozen en zetelde in het Europees Parlement tot in 2004, waarna hij de actieve politiek achter zich liet. In het Europees Parlement zetelde Hansenne onder andere in de commissie voor industrie, externe handel, onderzoek en energie.